# Sakata Minato-za
El Sakata Minato-za (酒田港座?) es un cine en Sakata, Yamagata, Japón. Fue el primero en abrir en la ciudad. Establecida como una casa de juegos en 1887, se convirtió en cine en 1910 y fue popular en la década de 1970. Después de un período de disminución del patrocinio, en 2002 se cerró. Después de que el cine se usó como lugar de filmación para la película Okuribito de Yōjirō Takita de 2008, se reavivó el interés público en el sitio. El cine reabrió en 2009.

## Obras citadas
- «Departures» (en inglés). Japan National Tourism Organization. Archivado desde el original el 25 de julio de 2014. Consultado el 15 de julio de 2014.
- «Sakata Theater Revived» (en inglés). Tohuku Times. 20 de junio de 2009. Archivado desde el original el 16 de julio de 2014. Consultado el 15 de julio de 2014.
- Yamaguchi, Yasushi (Enero de 2010). «歴史 を語る建物たち» [Los edificios cuentan la historia]. Future Sight (en japonés). pp. 30-31. Archivado desde el original el 18 de julio de 2014. Consultado el 15 de julio de 2014.
- Yamagata Television System staff (13 de mayo de 2009). «「おくりびと」で「港座」復活» [Minato-za restaurado por Okuribito]. Yamagata Television System (en japonés). Archivado desde el original el 14 de julio de 2014. Consultado el 11 de junio de 2014.